# 翼龙-1
翼龙-1是一型中低空、长航时、侦查/打击一体化多用途无人机系统，也是翼龙系列无人机中的首个型号，由中国航空工业集团成都飞机设计研究所设计、成都飞机工业集团和贵州航空工业集团共同生产，李屹东任总设计师。

## 概况
翼龙-1为军民两用无人机，可执行监视、侦查、电子对抗及对地攻击等任务，在维稳、反恐和边境巡逻等方面发挥用途；也可应用于灾情监视、大气研究及气象观测、地质勘探及土地测绘、环境保护、农药喷洒和森林防火、缉毒走私等民用及科学研究等领域。国际上同类无人机中，翼龙无人机处于先进水平。其总体性能及用途与中国航天科技集团研制的彩虹-4无人机、美国通用原子技术公司研制的MQ-1捕食者无人攻击机等相似，但侧重点有所不同。
2010年，翼龙-1模型在廣東省珠海舉辦的中国国际航空航天博览会首次公开。首架翼龙-1无人机于2007年10月完成首飞。2009年，翼龙-1首次在中国以外的国家进行了飞行表演。翼龙-1成功完成8架次任务载荷各不相同的表演，提升了“翼龙”无人机的国际影响力和关注度，并带来了外方用户交付合同的签订。
翼龙-1无人机分别于2008年、2010年和2011年以缩比模型的形式参加参加了第七、第八届中国国际航空航天博览会和巴黎航展。2011年，成都所产品部启动翼龙-1无人机批量生产工作。2012年11月，一架翼龙-1无人机实机参加了第九届中国国际航空航天博览会。该机机身绘有15颗导弹和20颗红星，分别代表该无人机成功发射的空地导弹数目及完成任务次数。翼龙-1无人机已入列中国人民解放军空军，并被称为攻击-1型高空远程战役侦察攻击无人机。2015年9月3日，纪念中国人民抗日战争暨世界反法西斯战争胜利70周年大会上，已2架攻击-1型无人机参与阅兵。截止至2016年，翼龙-1无人机已在多国参加多次实战，累计飞行时长达数万小时，发射实弹上千枚。

## 使用記錄

### 埃及
2017年3月，埃及武裝部隊使用翼龍-1無人機，在阿里什、拉法和謝赫祖韋德等城市發動針對激進分子的空襲，造成18名武裝分子喪生。

### 埃塞俄比亞
埃塞俄比亞在提格雷戰爭中使用翼龍-1無人機打擊提格雷人民解放陣線，疑似由阿聯酋提供。

### 利比亞
阿聯酋提供翼龍-1無人機及給翼龍-2無人機利比亞國民軍，並在利比亞內戰中使用。

### 也門
2016年12月26日，一架阿聯酋的翼龍-1無人機在也門被胡塞武裝擊落。2018年4月在“果斷風暴行動”中，沙特領導的聯軍在也門使用翼龍-1成功殺死了胡塞高級領導人薩利赫·阿里·薩馬德 (Saleh Ali al-Sammad)。

## 使用國

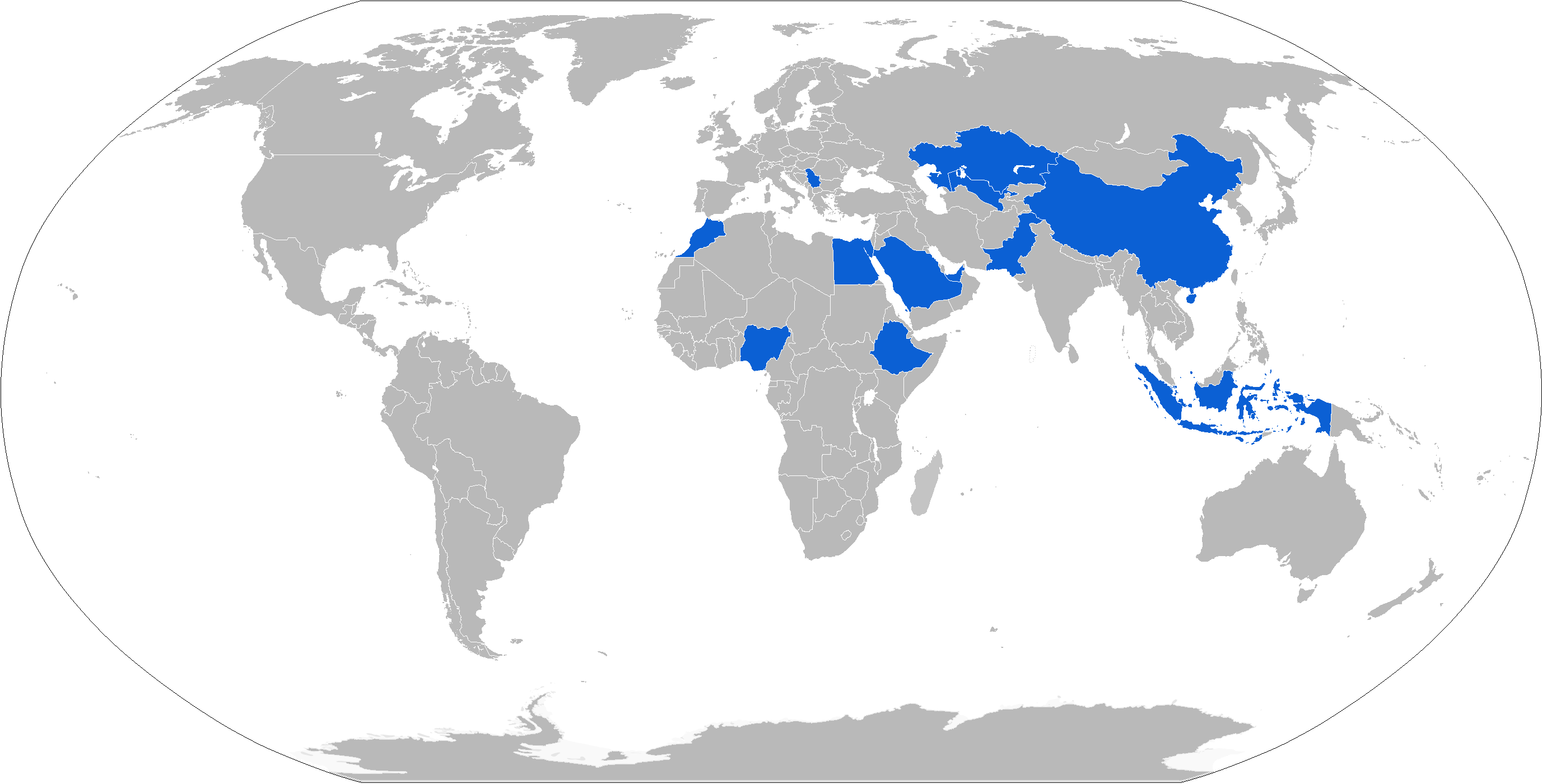
使用

- 中國 — 現役，至少擁有60架。[22][23][24]
- 巴基斯坦 — 2016年一起墜機事件意外曝光翼龍-1正被巴基斯坦軍方評估該系統 [24][25] [26]，2018年10月，巴基斯坦航空綜合體和成都飛機公司宣布將聯合生產48 架翼龍-2無人機，供巴基斯坦空軍使用[27][28][29]。
- [30]
- 衣索比亞 — 至少一架，疑似阿聯酋提供。[31]
- 印度尼西亞[32]
- 埃及 — 2016年出口到埃及，軍方於2018年10月公開發布照片。[33][34][35]
- — 至少兩架服役。[22]
- 摩洛哥 — 阿聯酋向摩洛哥提供至少一架[36]。
- 奈及利亞 — 獲准購買[23]
- 沙烏地阿拉伯 — 2014年購入現役[22][24]
- 阿联酋 —2011年購入現役[22][23][24]
- — 2012年購入[37]
- 塞爾維亞 — 15架現役[38]